# Akursjusz (męczennik)
Akursjusz OFM, wł. Accursio (zm. 16 stycznia 1220 w Marrakeszu) − włoski franciszkanin, brat zakonny, męczennik chrześcijański, święty Kościoła katolickiego, czczony jako protomęczennik franciszkański.

## Życiorys
Pochodził z Italii. Był bratem zakonnym u franciszkanów. W czasie kapituły w 1219, na której był obecny założyciel zakonu św. Franciszek z Asyżu, podjęto decyzję o wyruszeniu na wyprawy misyjne. Franciszek miał wyruszyć na Bliski Wschód, br. Idzi z Asyżu do Tunisu, zaś grupa braci pod wodzą Witalisa do Maroka. Z całej grupy sześciu braci język arabski znał subdiakon Berard z Carbio. Witalis z powodu choroby musiał odłączyć się od grupy w Aragonii. Reszta braci: Piotr, Otto, Adjut, Berard i Akursjusz, przez Koimbrę i Ceutę, przedostali się do Sewilli, gdzie władali Almohadzi. Po wygłoszeniu przemowy na ulicy zostali aresztowani i przewiezieni do Marrakeszu w Maroku.
W Marrakeszu przyjął ich w swoim domu hrabia Urgell Piotr I, wygnany brat króla Alfonsa II Portugalskiego. Pomimo jego ostrzeżeń zakonnicy głosili doktrynę chrześcijańską na ulicach miasta. Jako osoby upośledzone chciano ich odesłać do Hiszpanii. Franciszkanie sprzeciwili się jednak takiej decyzji. Schwytani ponownie, zostali zabici przez samego sułtana 16 stycznia 1220. Ciała przeniesiono do Koimbry. Kanonizował ich papież Sykstus IV w Rzymie 7 sierpnia 1481. Bulla kanonizacyjna nosi tytuł: Cum alias. Męczeństwo opisane zostało w Kronice Generałów Zakonu Braci Mniejszych. Wspomnienie liturgiczne obchodzone jest w klasztorach i kościołach franciszkańskich 16 stycznia.
W ikonografii przedstawiany jest w habicie franciszkańskim. Jego atrybuty to palma męczeństwa, siekiera wbita w jego głowę.